# 조반니 일 포폴라노
조반니 데 메디치(이탈리아어: Giovanni de' Medici), 이후 일 포폴라노(이탈리아어: il Popolano, 1467년 10월 21일–1498년 9월 14일)라고 알려진 메디치 가문의 이탈리아 귀족이다. 그는 피에르프란체스코 데 메디치 일 베키오의 아들이며, 메디치 가문의 방계 가문 출신이다.
용병대장으로 유명세가 있었던 조반니 달레 반데 네레(Giovanni dalle Bande Nere)의 아버지이며 훗날 토스카나 대공에 오른 코시모 1세 데 메디치의 할아버지이다. 부인은 르네상스 시대 이탈리아의 유명한 여걸 카테리나 스포르차이다.

## 생애
조반니는 피렌체에서 태어났다. 그의 아버지 사망 후(1476년), 그와 그의 형 로렌초 일 포폴라노는 메디치의 장자가문의 친척인 줄리아노와 로렌초(1449-92)의 집에서 성장하였으며, 마르실리오 피치노와 안젤로 폴리치아노 같은 인문주의자들의 교육을 받았다. 그들은 그들은 고전 수업과 저서에서 열정을 받아, 이후 필사본과 고문서로 이뤄진 거대한 도서관을 세우기도 하였다.
훗날 상속재산 관련한 불화로 인해 로렌초 일 마니피코(1449-92)와 관계가 악화되었다. 로렌초 일 마니피코 사망 후, 형과 함께 조카 피에로의 통치에 반대하는 진영에 합류하였다. 1494년 프랑스의 샤를 8세의 이탈리아 원정으로 메디치 가문이 피렌체에서 추방된 후에 피렌체로 복귀하였다. 사보나롤라를 지지하였고 포풀라노(Popolano, 인민주의자)라는 칭호를 얻게 되었다.
1496년 피렌체 공화국에 의해 폴리의 대사로 임명되어 폴리로 파송되었다.

## 결혼과 자녀
1497년에 조반니는 이몰라와 포를리의 여공 카테리나 스포르차와 혼인하였다. 조반니는 초혼이지만 카테리나 스포르차에게는 세번째 남편이다. 그들 사이에는 루도비코 라는 아들 한 명을 두었다. 이름을 루도비코라고 지은 이유는 부인 카테리나 스포르차의 삼촌인 밀라노 공작 루도비코 스포르차를 유화하기 위해서였다. 그러나 조반니 일 포폴리노가 사망한후 아내 카테니라 스포르차는 아이의 이름을 조반니 데 메디치로 바꾸었다. 이 아이는 훗날 용병대장으로 활약을 하였고 조반니 달레 반데 네레(Giovanni dalle Bande Nere)라는 별칭으로 더 알려지게 되었다.

## 사망
의붓아들 옥타비안과 함께 군대를 이끌고 피렌체를 지원하러 갔다가 병을 얻었다. 당시 피렌체는 피사와 전쟁중이었는데 1494년 프랑스 샤를 8세의 원정이후 피사가 피렌체로부터 독립하려 했기 때문이다. 요양차 아펜니노 산맥에 위치한 바뇨의 산 피에트로 온천에 갔다가 그곳에서 사망하였다.